# MT6300AC
El MT6300AC es un camión minero o yucle clase ultra, de dos ejes, con tren de potencia diésel-eléctrico, diseñado y manufacturado primeramente por Terex y después por Bucyrus Internacional, Inc. en los Estados Unidos. El MT6300AC es el camión minero más grande y de mayor capacidad de carga de la marca Bucyrus, proveyendo uno de los yucles con mayor capacidad de carga en el mundo. De casi 363 toneladas métricas de capacidad, tiene como competidores cercanos al Liebherr T 282C, al Caterpillar 797F que pueden acarrear el mismo peso, y al BelAZ 75710 con  450 toneladas métricas de capacidad de carga. El 19 de febrero de 2010, la Terex Unit Rig MT6300AC pasó a llamarse Bucyrus MT6300AC cuando Bucyrus International Inc. adquirió la división de equipos de minería de Terex Corporation.

## Debut público
La división de minería de la corporación Terex presentó el Terex Unit Rig MT6300AC en la MinExpo International en septiembre de 2008. Anterior a la introducción tanto del MT6300AC y del Caterpillar 797F en la ya mencionada exposición, sólo el Liebherr T 282B, introducido en 2004, era el único yucle con capacidad de caga de 362 toneladas métricas.

## Cambio de marca
El 19 de febrero de 2010 el Terex Unit Rig MT6300AC fue rebautizado como Bucyrus MT6300AC cuando Bucyrus Internacional Inc. adquirió la división de equipo minero de la Corporación Terex.
El 8 de julio de 2011, Bucyrus se convierte en una división de Caterpillar. La línea Bucyrus AC empezó a llamarse: línea Unit Rig de Caterpillar.

## Tren de potencia
El MT6300AC emplea un tren de potencia diésel-eléctrico. Un motor MTU Friedrichshafen/ Detroit Diesel C3 serie 20V4000 de 4 tiempos que genera 3750 hp los cuales son enviados a través de un alternador a motores eléctricos a cada lado del eje trasero. Con carga completa el MT6300AC puede alcanzar una velocidad máxima de 64 km/h.

## Especificaciones
| Especificación                                  |                                               |
| ----------------------------------------------- | --------------------------------------------- |
| Presentación pública                            | 2008                                          |
| Capacidad de carga nominal                      | 400 toneladas cortas o 363 toneladas métricas |
| Peso bruto vehicular                            | 603277.58 kg                                  |
| Marca y modelo del motor                        | MTU/DDC 20V4000                               |
| Disposición del motor                           | V-20                                          |
| Potencia motriz                                 | 3750 Hp                                       |
| Velocidad máxima (cargado)                      | 65 km/h                                       |
| Altura total hasta el toldo (vacío)             | 7.92 m                                        |
| Altura total (con la caja o volquete levantado) | 13.51 m                                       |
| Longitud total                                  | 15.57 m                                       |
| Anchura total                                   | 9.70 m                                        |
| Capacidad del tanque de combustible             | 4921 litros                                   |
| Medida de las llantas                           | 59/80R63                                      |